# Wilhelm Röttger
Wilhelm Friedrich Röttger (* 6. März 1894 in Hannover-Ricklingen; † 13. September 1946 ebenda) war Scharfrichter in Deutschland zur Zeit des Nationalsozialismus, der von 1942 bis 1945 in der „zentralen Hinrichtungsstätte für den Vollstreckungsbezirk IV“ (mit den Standorten Strafgefängnis Plötzensee und Strafanstalt Brandenburg-Görden) tätig war. Hier wurde im Dritten Reich mehr als ein Drittel aller Todesurteile vollstreckt.

## Herkunft und beruflicher Werdegang
Röttger absolvierte eine Schlosserlehre, meldete sich anschließend als Kriegsfreiwilliger zur Marine und war im Ersten Weltkrieg als Heizer auf einem Schiff eingesetzt. Er fand nach Kriegsende keine Arbeit als Schlosser und arbeitete ab 1925 als Bestattungsgehilfe in Hannover.

## Scharfrichter in der NS-Zeit
Bereits kurz nach Hitlers Machtergreifung setzte sich Hermann Göring dafür ein, die Todesstrafe nicht mehr mit der Guillotine, sondern mit dem Handbeil zu vollstrecken, um zur „ehrwürdigen handwerklichen Tradition“ zurückzukehren, wie er in einem Rundschreiben an die preußische Justiz betonte. Aufgrund der enorm steigenden Zahl an Hinrichtungen und der damit einhergehenden zunehmenden Arbeitsbelastung wandte sich Wilhelm Röttger an Göring mit der Bitte, die Guillotine erneut einsetzen zu dürfen. Diesem Wunsch wurde tatsächlich entsprochen, was im Jahre 1935 sogar zu „einer lobenden Erwähnung seines Pflichteifers“ in dem vom preußischen Justizministerium herausgegebenen „Mitteilungsblatt für Beamte des Strafvollzuges“ führte.
Im Mai 1940 wurde Röttger als Nachfolger von Gottlob Bordt, der als Scharfrichter nach Posen bestellt worden war, erster Gehilfe des hannoverschen Scharfrichters Friedrich Hehr. Als Hehr im November 1941 erkrankte, führte Röttger an dessen Stelle insgesamt 26 Hinrichtungen durch.

Zentrale Hinrichtungsstätten und Vollstreckungsbezirke im Deutschen Reich (1944)

Im Juni 1942 bewarb sich Röttger um die neu einzurichtende Stelle eines Scharfrichters in Berlin. Die Gestapo berichtete, Röttger lebe in zweiter Ehe in Hannover, sei Kriegsfreiwilliger gewesen und kein NSDAP-Mitglied. Er wurde zum 1. September 1942 zum „Scharfrichter von Berlin“ bestellt, d. h. des Vollstreckungsbezirkes IV, zu dem die zentralen Hinrichtungsstätten in Berlin-Plötzensee und in Brandenburg-Görden gehörten.
Von den geschätzt 16.903 Menschen, die bis 1945 in den Hinrichtungsstätten des Deutschen Reiches hingerichtet wurden, entfallen allein auf Plötzensee 2.891 und auf Brandenburg-Görden mehr als 2.030 Getötete und damit die meisten aller Richtstätten. Röttger wird die Vollstreckung von 3.200 Todesurteilen zugeschrieben, mehr als allen anderen deutschen Scharfrichtern in dem Zeitraum ab 1942. Hinrichtungen von meist mehreren Verurteilten erfolgten an festgesetzten Tagen, von denen Röttger wöchentlich mindestens zwei wahrzunehmen hatte. Dazu gehörten auch die Massenhinrichtungen während der Plötzenseer Blutnächte im September 1943, als insgesamt 324 Personen erhängt wurden. Allein in der Nacht vom 7. auf den 8. September starben auf diese Weise 186 Menschen. Bereits im Februar 1943 hatte Röttger die deutschen Scharfrichter Hehr, Bordt, Karl Henschke und Johann Reichhart in der Hinrichtung durch Erhängen unterwiesen.
Röttger vollstreckte eine Reihe von Todesurteilen gegen Widerstandskämpfer, wie am 27. Oktober 1942 am erst 17-jährigen Helmuth Hübener, und richtete auch die Widerstandskämpfer vom 20. Juli 1944 hin. In der Strafanstalt Brandenburg-Görden vollstreckte Röttger unter der Leitung des Landgerichtsrats Paul Wilbert am 21. August 1944 Todesurteile im Minutentakt.
Nach Angaben von Harald Poelchau wohnte Röttger an der Waldstraße in Moabit und führte neben seiner Tätigkeit als Scharfrichter ein großes Fuhrgeschäft für den Berliner Zentralvieh- und Schlachthof. Er wirkte im Umgang wie ein „besserer Herr“ und galt als „wohlhabender Mann“, während Scharfrichter gewöhnlich aus dem Fleischerhandwerk stammten. Röttger soll zudem „für seinen Schalk berüchtigt“ gewesen sein.

„Jeder politische Häftling, der einmal in Plötzensee war, kennt Wilhelm Röttger. Er war der Alpdruck dieses Hauses, der personifizierte Schrecken, eine Ausgeburt der Hölle, nur übertroffen von seinem Meister und Auftraggeber. In dem allein von ihm vergossenen Blut könnten sämtliche Nürnberger Angeklagten ertränkt werden.“

## Nachkriegszeit
Röttger wurde im Jahr 1946 in einem Krankenhaus in Hannover entdeckt, wohin er geflüchtet war. Er starb kurz nach seiner Verhaftung im Gefängnis in Hannover am 13. September 1946.